# Grundfutterverdrängung
Als Grundfutterverdrängung wird die Tatsache bezeichnet, dass Milchkühe Kraftfutter nicht zusätzlich zum Grundfutter aufnehmen, sondern dass dadurch ein Teil des Grundfutters aus der Ration verdrängt wird.

## Gründe
Zum einen ist das Fassungsvermögen des Verdauungstraktes begrenzt, zum anderen kommt es zu einer Veränderung des Pansenmilieus. So wird die Säureproduktion im Pansen durch Kraftfutter angeregt, welche sich aus der Fermentation der Nichtfaser-Kohlenhydrate des Kraftfutters ergibt. Diese Säure schädigt genau die Pansenmikroben, die auf den Abbau von Gerüstsubstanzen spezialisiert sind. Daraus ergibt sich eine schlechtere Verdaulichkeit des Grundfutters sowie eine verlängerte Verweildauer im Pansen. Zudem steigt mit der Kraftfuttergabe meist der Energieversorgungsgrad der Kuh an. Die Aufrechterhaltung einer ausgeglichenen Energiebilanz ist jedoch das wichtigste Kriterium der Futtermengensteuerung.

## Größenordnungen
- Bei 1 kg Kraftfutteraufnahme 14 kg Trockenmasse eines Grundfutters (Silagen, Heu) gefressen. Bei 10 kg Kraftfutter sinkt die Grundfutteraufnahme auf 10 kg Trockenmasse ab.[3] Ab circa 4 kg Kraftfutter je Tag sinkt die Grundfutteraufnahme.[4]
- Andere Quellen sprechen von einem Rückgang von 0,51 kg Trockenmasse Grundfutteraufnahme bei 1 kg Trockenmasse Kraftfutteraufnahme.[1] Bei Trockenmassegehalten von Grassilagen von circa 33 %[5] entspricht dies einer verdrängten Frischmasse von rund 1,5 kg Grassilage gegenüber 1,1 kg Frischmasse Kraftfutter.
- Die Grundfutterverdrängung schwankt je nach Futterkomponenten zwischen 0,3 und 0,8 kg TM Grundfutter je kg TM Kraftfutter. Dabei wurde ermittelt, dass die Grundfutterverdrängung bei Maissilagen, stärkereichem Kraftfutter sowie bei hohen Kraftfuttermengen höher ist.[1]

## Zusammenhänge
Die Grundfutterverdrängung hängt sowohl von der Grundfutterqualität als auch von der Laktationszahl der Kuh ab. Die Grundfutterverdrängung ist bei höherlaktierenden Kühen stärker ausgeprägt als bei Erstkalbinnen.